# 1681 Steinmetz
1681 Steinmetz è un asteroide della fascia principale. Scoperto nel 1948, presenta un'orbita caratterizzata da un semiasse maggiore pari a 2,6949126 UA e da un'eccentricità di 0,2073094, inclinata di 7,22503° rispetto all'eclittica.
L'asteroide è dedicato al pastore tedesco Julius Steinmetz.